# Имайка
Имайка (Имай) — река в России, протекает в Кочёвском районе Пермского края.
Устье реки находится в 98 км по правому берегу реки Лолог. Длина реки составляет 10 км.
Исток реки в лесах в 14 км к северо-западу от села Пелым (центр Пелымского сельского поселения). Река течёт на север по ненаселённому лесу, именованных притоков не имеет. Впадает в Лолог между посёлками Усть-Силайка и Серва (оба — Юксеевское сельское поселение).

## Данные водного реестра
По данным государственного водного реестра России относится к Камскому бассейновому округу, водохозяйственный участок реки — Кама от истока до водомерного поста у села Бондюг, речной подбассейн реки — бассейны притоков Камы до впадения Белой. Речной бассейн реки — Кама.
Код объекта в государственном водном реестре — 10010100112111100002881.